# Aleuropteridis filicicola
Aleuropteridis filicicola es un hemíptero de la familia Aleyrodidae, con una subfamilia: Aleyrodinae.
Fue descrita científicamente por primera vez por Newstead en 1911.